# 73. Primetime Emmy-gála
A 73. Primetime Emmy-gála során a 2020 és 2021 között főműsoridőben bemutatott, amerikai televíziós programokat értékelték. A jelölteket az Academy of Television Arts & Sciences választotta ki. A Los Angeles-i L.A. Liveben tartott ceremóniát a CBS és a Paramount+ adta le 2021. szeptember 19-én. A műsor házigazdája Cedric the Entertainer volt. A jelöltek listáját Ron Cephas Jones és Jasmine Cephas Jones jelentették be egy virtuális műsor során 2021. július 13-án.
A gálát 7.83 millióan követték figyelemmel, ami 23%-os növekedés az előző évihez képest.

## Győztesek és jelöltek
A nyertesek félkövérrel jelölve.

### Műsorok
| Legjobb vígjátéksorozat | Legjobb drámasorozat |
| --- | --- |
| - Ted Lasso (Apple TV+) - Feketék feherén (ABC) - Cobra Kai (Netflix) - Emily Párizsban (Netflix) - A légikésirő (HBO Max) - Hacks - A pénz beszél (HBO Max) - A Kominsky-módszer (Netflix) - PEN15 (Hulu) | - A Korona (Netflix) - A fiúk (Prime Video) - A Bridgerton család (Netflix) - A szolgálólány meséje (Hulu) - Lovecraft Country (HBO) - A Mandalóri (Disney+) - Póz (FX) - Rólunk szól (NBC)                |
| Legjobb minisorozat | Legjobb vetélkedő |
| - A vezércsel (Netflix) - Tönkretehetlek (HBO) - Easttowni rejtélyek (HBO) - A föld alatti vasút (Prime Video) - WandaVízió (Disney+) | - RuPaul – Drag Queen leszek! (VH1) - Versenyfutás a világ körül (CBS) - Ezt jól kisütöttük! (Netflix) - Szakácsok gyöngye (Bravo) - The Voice (NBC)                                                       |
| Legjobb varieté beszélgetős műsor | Legjobb varieté szkeccssorozat |
| - John Oliver-show az elmúlt hét híreiről (HBO) - Conan (TBS) - The Daily Show with Trevor Noah (Comedy Central) - Jimmy Kimmel Live! (ABC) - The Late Show with Stephen Colbert (CBS) | - Saturday Night Live (NBC) - Fekete hölgyek szkeccs showja (HBO) |
| Legjobb varieté élő különkiadás | Legjobb varieté felvett különkiadás |
| - Stephen Colbert's Election Night 2020: Democracy's Last Stand Building Back America Great Again Better 2020 (Showtime) - Celebrating America – An Inauguration Night Special (Multiple Platforms) - 63. Grammy-gála (CBS) - 93. Oscar-gála (ABC) - The Pepsi Super Bowl LV Halftime Show Starring The Weeknd (CBS) | - Hamilton (Disney+) - Bo Burnham: Benn (Netflix) - American Utopia (HBO) - 8:46 – Dave Chappelle (Netflix) - Jóbarátok: Újra együtt (HBO Max) - A West Wing Special to Benefit When We All Vote (HBO Max) |

### Színészek

#### Főszereplők
| Legjobb férfi főszereplő (vígjátéksorozat) | Legjobb női főszereplő (vígjátéksorozat) |
| --- | --- |
| - Jason Sudeikis – Ted Lasso (Ted Lasso) (Apple TV+) - Anthony Anderson – Feketék feherén (Andre "Dre" Johnson) (ABC) - Michael Douglas – A Kominsky-módszer (Sandy Kominsky) (Netflix) - William H. Macy – Shameless – Szégyentelenek (Frank Gallagher) (Showtime) - Kenan Thompson – Kenan (Kenan Williams) (NBC)                 | - Jean Smart – Hacks - A pénz beszél (Deborah Vance) (HBO Max) - Aidy Bryant – Shrill (Annie Easton) (Hulu) - Kaley Cuoco – A légikésirő (Cassie Bowden) (HBO Max) - Allison Janney – Anyák gyöngye (Bonnie Plunkett) (CBS) - Tracee Ellis Ross – Feketék feherén (Rainbow Johnson) (ABC)                                                              |
| Legjobb férfi főszereplő (drámasorozat) | Legjobb női főszereplő (drámasorozat) |
| - Josh O'Connor – A Korona (Károly herceg) (Netflix) - Sterling K. Brown – Rólunk szól (Randall Pearson) (NBC) - Jonathan Majors – Lovecraft Country (Atticus Freeman) (HBO) - Regé-Jean Page – A Bridgerton család (Simon Basset) (Netflix) - Billy Porter – Póz (Pray Tell) (FX) - Matthew Rhys – Perry Mason (Perry Mason) (HBO) | - Olivia Colman – A Korona (II. Erzsébet) (Netflix) - Uzo Aduba – In Treatment (Dr. Brooke Taylor) (HBO) - Emma Corrin – A Korona (Diána hercegné) (Netflix) - Elisabeth Moss – A szolgálólány meséje (June / Offred) (Hulu) - Michaela Jaé Rodriguez – Póz (Blanca Rodriguez) (FX) - Jurnee Smollett – Lovecraft Country (Letitia "Leti" Lewis) (HBO) |
| Legjobb férfi főszereplő (minisorozat, antológiasorozat vagy tévéfilm) | Legjobb női főszereplő (minisorozat, antológiasorozat vagy tévéfilm) |
| - Ewan McGregor – Halston (Halston) (Netflix) - Paul Bettany – WandaVízió (Vízió) (Disney+) - Hugh Grant – Tudhattad volna (Jonathan Fraser) (HBO) - Lin-Manuel Miranda – Hamilton (Alexander Hamilton) (Disney+) - Leslie Odom Jr. – Hamilton (Aaron Burr) (Disney+)                                                               | - Kate Winslet – Easttowni rejtélyek (Mare Sheehan) (HBO) - Michaela Coel – Tönkretehetlek (Arabella) (HBO) - Cynthia Erivo – Géniusz: Aretha (Aretha Franklin) (National Geographic) - Elizabeth Olsen – WandaVízió (Wanda Maximoff) (Disney+) - Anya Taylor-Joy – A vezércsel (Beth Harmon) (Netflix)                                                |

#### Mellékszereplők
| Legjobb férfi mellékszereplő (vígjátéksorozat) | Legjobb női mellékszereplő (vígjátéksorozat) |
| --- | --- |
| - Brett Goldstein – Ted Lasso (Roy Kent) (Apple TV+) - Carl Clemons-Hopkins – Hacks - A pénz beszél (Marcus Vaughan) (HBO Max) - Brendan Hunt – Ted Lasso (Beard) (Apple TV+) - Nick Mohammed – Ted Lasso (Nathan Shelley) (Apple TV+) - Paul Reiser – A Kominsky-módszer (Martin) (Netflix) - Jeremy Swift – Ted Lasso (Higgins) (Apple TV+) - Kenan Thompson – Saturday Night Live (További szereplők) (NBC) - Bowen Yang – Saturday Night Live (További szereplők) (NBC)                            | - Hannah Waddingham – Ted Lasso (Rebecca Welton) (Apple TV+) - Aidy Bryant – Saturday Night Live (További szereplők) (NBC) - Hannah Einbinder – Hacks - A pénz beszél (Ava Daniels) (HBO Max) - Kate McKinnon – Saturday Night Live (További szereplők) (NBC) - Rosie Perez – A légikésirő (Megan Briscoe) (HBO Max) - Cecily Strong – Saturday Night Live (További szereplők) (NBC) - Juno Temple – Ted Lasso (Keeley Jones) (Apple TV+)                                                                |
| Legjobb férfi mellékszereplő (drámasorozat) | Legjobb női mellékszereplő (drámasorozat) |
| - Tobias Menzies – A Korona (Fülöp edinburgh-i herceg) (Netflix) - Giancarlo Esposito – A Mandalóri (Gideon moff) (Disney+) - O-T Fagbenle – A szolgálólány meséje (Luke) (Hulu) - John Lithgow – Perry Mason (E.B. Jonathan) (HBO) - Max Minghella – A szolgálólány meséje (Nick Blaine) (Hulu) - Chris Sullivan – Rólunk szól (Toby Damon) (NBC) - Bradley Whitford – A szolgálólány meséje (Joseph Lawrence) (Hulu) - Michael K. Williams – Lovecraft Country (Montrose Freeman) (HBO) (posztumusz) | - Gillian Anderson – A Korona (Margaret Thatcher) (Netflix) - Helena Bonham Carter – A Korona (Margit hercegnő) (Netflix) - Madeline Brewer – A szolgálólány meséje (Janine) (Hulu) - Ann Dowd – A szolgálólány meséje (Aunt Lydia) (Hulu) - Aunjanue Ellis – Lovecraft Country (Hippolyta Freeman) (HBO) - Emerald Fennell – A Korona (Camilla Parker Bowles) (Netflix) - Yvonne Strahovski – A szolgálólány meséje (Serena Joy Waterford) (Hulu) - Samira Wiley – A szolgálólány meséje (Moira) (Hulu) |
| Legjobb férfi mellékszereplő (minisorozat, antológiasorozat vagy tévéfilm) | Legjobb női mellékszereplő (minisorozat, antológiasorozat vagy tévéfilm) |
| - Evan Peters – Easttowni rejtélyek (Colin Zabel) (HBO) - Thomas Brodie-Sangster – A vezércsel (Benny Watts) (Netflix) - Daveed Diggs – Hamilton (Gilbert du Motier de La Fayette / Thomas Jefferson) (Disney+) - Paapa Essiedu – Tönkretehetlek (Kwame) (HBO) - Jonathan Groff – Hamilton (György király) (Disney+) - Anthony Ramos – Hamilton (John Laurens / Philip Hamilton) (Disney+) | - Julianne Nicholson – Easttowni rejtélyek (Lori Ross) (HBO) - Renée Elise Goldsberry – Hamilton (Angelica Schuyler) (Disney+) - Kathryn Hahn – WandaVízió (Agatha Harkness / Agnes) (Disney+) - Moses Ingram – A vezércsel (Jolene) (Netflix) - Jean Smart – Easttowni rejtélyek (Helen) (HBO) - Phillipa Soo – Hamilton (Eliza Hamilton) (Disney+) |

### Rendezők
| Legjobb rendező (vígjátéksorozat) | Legjobb rendező (drámasorozat) |
| --- | --- |
| - Hacks - A pénz beszél (Epizód: "Nincs határ") – Lucia Aniello (HBO Max) - B Positive (Epizód: "Pilot") – James Burrows (CBS) - A légikésirő (Epizód: "Vész esetén") – Susanna Fogel (HBO Max) - Anyák gyöngye (Epizód: "A csók varázsa") – James Widdoes (CBS) - Ted Lasso (Epizód: "Biscuits") – Zach Braff (Apple TV+) - Ted Lasso (Epizód: "The Hope That Kills You") – MJ Delaney (Apple TV+) - Ted Lasso (Epizód: "Make Rebecca Great Again") – Declan Lowney (Apple TV+) | - A Korona (Epizód: "Háború") – Jessica Hobbs (Netflix) - A Bridgerton család (Epizód: "Diamond of the First Water") – Julie Anne Robinson (Netflix) - A Korona (Epizód: "Tündérmese") – Benjamin Caron (Netflix) - A szolgálólány meséje (Epizód: "A Vadon") – Liz Garbus (Hulu) - A Mandalóri (Epizód: "9. fejezet: A marsall") – Jon Favreau (Disney+) - Póz (Epizód: "Series Finale") – Steven Canals (FX) |
| Legjobb rendező (minisorozat, antológiasorozat vagy tévéfilm) | |
| - A vezércsel – Scott Frank (Netflix) - Hamilton – Thomas Kail (Disney+) - Tönkretehetlek (Epizód: "Ego Death") – Sam Miller, Michaela Coel (HBO) - Tönkretehetlek (Epizód: "Eyes Eyes Eyes Eyes") – Sam Miller (HBO) - Easttowni rejtélyek – Craig Zobel (HBO) - A föld alatti vasút – Barry Jenkins (Prime Video) - WandaVízió – Matt Shakman (Disney+) | |

### Forgatókönyvírók
| Legjobb forgatókönyv (vígjátéksorozat) | Legjobb forgatókönyv (drámasorozat) |
| --- | --- |
| - Hacks - A pénz beszél (Epizód: "Nincs határ") – Lucia Aniello, Paul W. Downs, Jen Statsky (HBO Max) - A légikésirő (Epizód: "Vész esetén") – Steve Yockey (HBO Max) - Girls5eva (Epizód: "Pilot") – Meredith Scardino (Peacock) - PEN15 (Epizód: "Play") – Maya Erskine (Hulu) - Ted Lasso (Epizód: "Make Rebecca Great Again") – Jason Sudeikis, Brendan Hunt, Joe Kelly (Apple TV+) - Ted Lasso (Epizód: "Pilot" – Jason Sudeikis, Bill Lawrence, Brendan Hunt, Joe Kelly (Apple TV+) | - A Korona (Epizód: "Háború") – Peter Morgan (Netflix) - A fiúk (Epizód: "Amit tudok") – Rebecca Sonnenshine (Prime Video) - A szolgálólány meséje (Epizód: "Otthon") – Yahlin Chang (Hulu) - Lovecraft Country (Epizód: "Sundown") – Misha Green (HBO) - A Mandalóri (Epizód: "13. fejezet: A jedi") – Dave Filoni (Disney+) - A Mandalóri (Epizód: "16. fejezet: A mentőakció") – Jon Favreau (Disney+) - Póz (Epizód: "Series Finale") – Ryan Murphy, Brad Falchuk, Steven Canals, Janet Mock, Our Lady J (FX) |
| Legjobb forgatókönyv (minisorozat vagy tévéfilm) | Legjobb forgatókönyv (varietésorozat) |
| - Tönkretehetlek – Michaela Coel (HBO) - Easttowni rejtélyek – Brad Ingelsby (HBO) - A vezércsel – Scott Frank (Netflix) - WandaVízió (Epizód: "Új, félelmetesen izgalmas halloweeni epizód") – Chuck Hayward, Peter Cameron (Disney+) - WandaVízió (Epizód: "Élő közönség előtt, stúdióban felvéve") – Jac Schaeffer (Disney+) - WandaVízió (Epizód: "Az előző részekből") – Laura Donney (Disney+)                                                                                      | - John Oliver-show az elmúlt hét híreiről (HBO) - The Amber Ruffin Show (Peacock) - Fekete hölgyek szkeccs showja (HBO) - The Late Show with Stephen Colbert (CBS) - Saturday Night Live (NBC) |

## Műsorvezetők
A gálán az alábbi műsorvezetők működtek közre:
- Seth Rogen
- Yara Shahidi
- Billy Porter
- Michaela Jaé Rodriguez
- Vanessa Lachey
- Wilmer Valderrama
- Mindy Kaling
- America Ferrera
- Stephen Colbert
- Kerry Washington
- Sophia Bush
- Daniel Dae Kim
- Kaley Cuoco
- Ken Jeong
- Dan Levy
- Eugene Levy
- Annie Murphy
- Catherine O’Hara
- Bowen Yang
- Jennifer Coolidge
- Allyson Felix
- Jessica Long
- Michael Douglas
- Ava DuVernay
- Ellen Pompeo
- Jada Pinkett Smith
- Paulina Alexis
- Lane Factor
- Sterlin Harjo
- Devery Jacobs
- D'Pharaoh Woon-A-Tai
- Patrick Stewart
- Beanie Feldstein
- Sarah Paulson
- Taraji P. Henson
- Anthony Anderson
- Tracee Ellis Ross
- Catherine Zeta-Jones
- Aidy Bryant
- Amy Poehler
- Uzo Aduba
- Awkwafina
- Adrien Brody
- Angela Bassett

## In Memoriam
A gála "in memoriam" szegmense az alábbi elhunyt személyekről emlékezett meg:
- Larry King
- David L. Lander
- Christopher Plummer
- Willard Scott
- Dawn Wells
- George Segal
- William Link
- Anne Beatts
- Charlie Robinson
- Ned Beatty
- Billie Hayes
- Michael Apted
- David Rodriguez
- Walter C. Miller
- Markie Post
- Jamie Tarses
- Herbert S. Schlosser
- Lynn Stalmaster
- Roy Christopher
- Alex Trebek
- Yaphet Kotto
- Hal Holbrook
- Gavin MacLeod
- Chuck Fries
- William Blinn
- Charlie Hauck
- Jeremy Stevens
- Richard Gilliland
- Dustin Diamond
- Sonny Fox
- Dorothea G. Petrie
- Allan Burns
- John Sacret Young
- Marc Wilmore
- Norm Crosby
- Helen McCrory
- Jackie Mason
- Charles Grodin
- Conchata Ferrell
- Olympia Dukakis
- Jessica Walter
- Cicely Tyson
- Clarence Williams III
- Ed Asner
- Cloris Leachman
- Paul Mooney
- Biz Markie
- Norm MacDonald
- Michael K. Williams

## Fordítás
- Ez a szócikk részben vagy egészben  a(z)   73rd Primetime Emmy Awards című angol Wikipédia-szócikk fordításán alapul.  Az eredeti cikk szerkesztőit annak laptörténete sorolja fel. Ez a jelzés csupán a megfogalmazás eredetét és a szerzői jogokat jelzi, nem szolgál a cikkben szereplő információk forrásmegjelöléseként.